# Monarque à nuque blanche
Carterornis pileatus
Espèce
Statut de conservation UICN

 LC  : Préoccupation mineure
Le Monarque à nuque blanche (Carterornis pileatus syn. Monarcha pileatus) est une espèce d'oiseaux de la famille des Monarchidae.

## Répartition
Il est endémique des Moluques en Indonésie.

## Habitat
Il habite en plaine dans les forêts subtropicales ou tropicales humides.

## Sous-espèces
Le monarque à nuque blanche est actuellement séparé en deux sous-espèces :
- Carterornis pileatus buruensis  (Meyer,AB) 1884
- Carterornis pileatus pileatus  (Salvadori) 1878

Le Monarque des Tanimbar (Carterornis castus) était anciennement considéré comme une sous-espèce du Monarque à nuque blanche, mais est désormais considéré comme une espèce à part entière par les autorités taxonomiques. Cette décision est fondée sur des différences de plumage, de vocalisations et de morphologie décrites notamment par King en 1997 et Eaton et al. en 2016.